# Tamás Sulyok

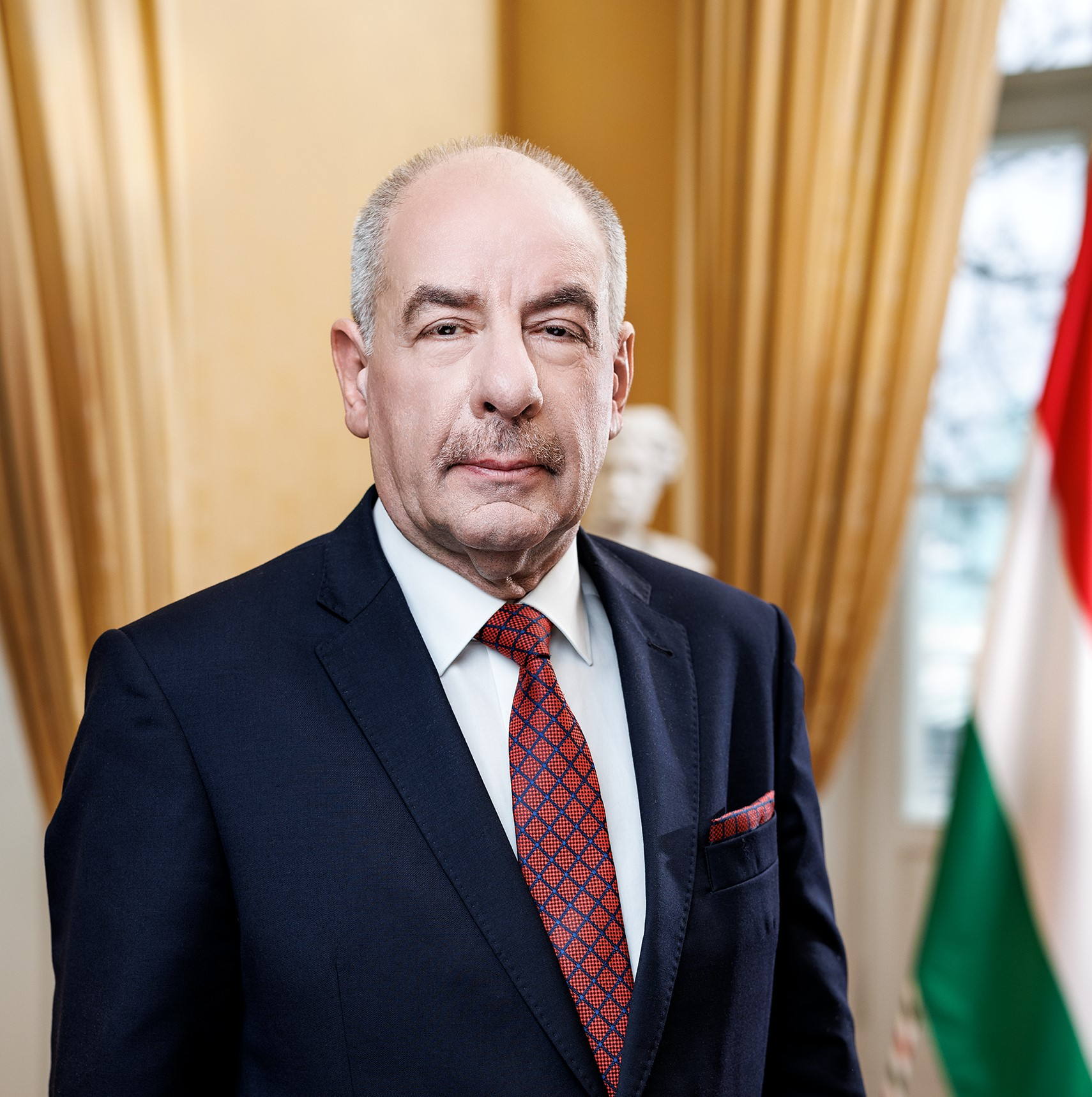
Tamás Sulyok (2024)

Tamás Sulyok (ungarisch: Sulyok Tamás; * 24. März 1956 in Kiskunfélegyháza) ist ein ungarischer Anwalt und Politiker. Er ist seit 2024 Präsident von Ungarn. Zuvor war er von 2016 bis 2024 Präsident des Verfassungsgerichts von Ungarn.

## Karriere
Im Jahr 1980 schloss Sulyok sein Studium an der Fakultät für Öffentliche Wissenschaften und Recht der Universität der Wissenschaften Szeged ab. Von 1997 bis 2014 leitete er eine private Anwaltskanzlei und war von 2000 bis zu seiner Wahl zum Verfassungsrichter im Jahr 2014 Honorarkonsul von Österreich in Szeged.
Im Jahr 2004 erwarb er einen Abschluss in Europarecht an der Budapester ELTE-Universität und promovierte 2013 in Szeged mit einer Arbeit über den verfassungsrechtlichen Status der Anwaltschaft, die Regulierung des Binnenmarktes der Europäischen Gemeinschaft und die Verbindungen zwischen den Rechtsdienstleistungen.
Ab 2005 lehrte er als Gastdozent Verfassungsrecht an der Universität Szeged.
Seit April 2015 war er stellvertretender Präsident des Verfassungsgerichts, im November 2016 wählte ihn das Parlament zum Präsidenten des Gerichts.
Sulyok war nach dem Rücktritt von Katalin Novák der Fidesz-KDNP-Kandidat für die Präsidentschaftswahl 2024. Er ist kein Parteimitglied, vertritt aber nationalkonservative und katholische Standpunkte. Sulyok wurde am 26. Februar 2024 vom ungarischen Parlament zum Präsidenten Ungarns gewählt und trat sein Amt am 5. März 2024 an.

## Kritik
Im Mai 2024 forderte die Spitzenkandidatin der ungarischen Demokratischen Koalition (DK), Klára Dobrev, Sulyoks Rücktritt. Er habe ungarischen Boden gesetzwidrig gegen Geld an Ausländer übergeben.